# Ernest Friedrich Gilg
Ernest Friedrich Gilg, ibland Ernst Friedrich Gilg, född den 12 januari 1867 i Obereggenen nära Schliengen i Baden-Württemberg, död den 11 oktober 1933 i Berlin, var en tysk botaniker.
Gilg var kurator vid Botanischer Garten Berlin. Tillsammans med botanikern Adolf Engler gav han ut Syllabus der Pflanzenfamilien 1919. Han bidrog även till avsnittet Monimiaceae i Englers Das Pflanzenreich. Grässläktet Gilgiochloa uppkallades postumt efter honom. Hans hustru Charlotte Gilg-Benedict var medförfattare till några av hans publikationer.
Auktorsnamnet Gilg kan användas för Ernest Friedrich Gilg i samband med ett vetenskapligt namn inom botaniken; se Wikipediaartiklar som länkar till auktorsnamnet.